# Paracascultuur

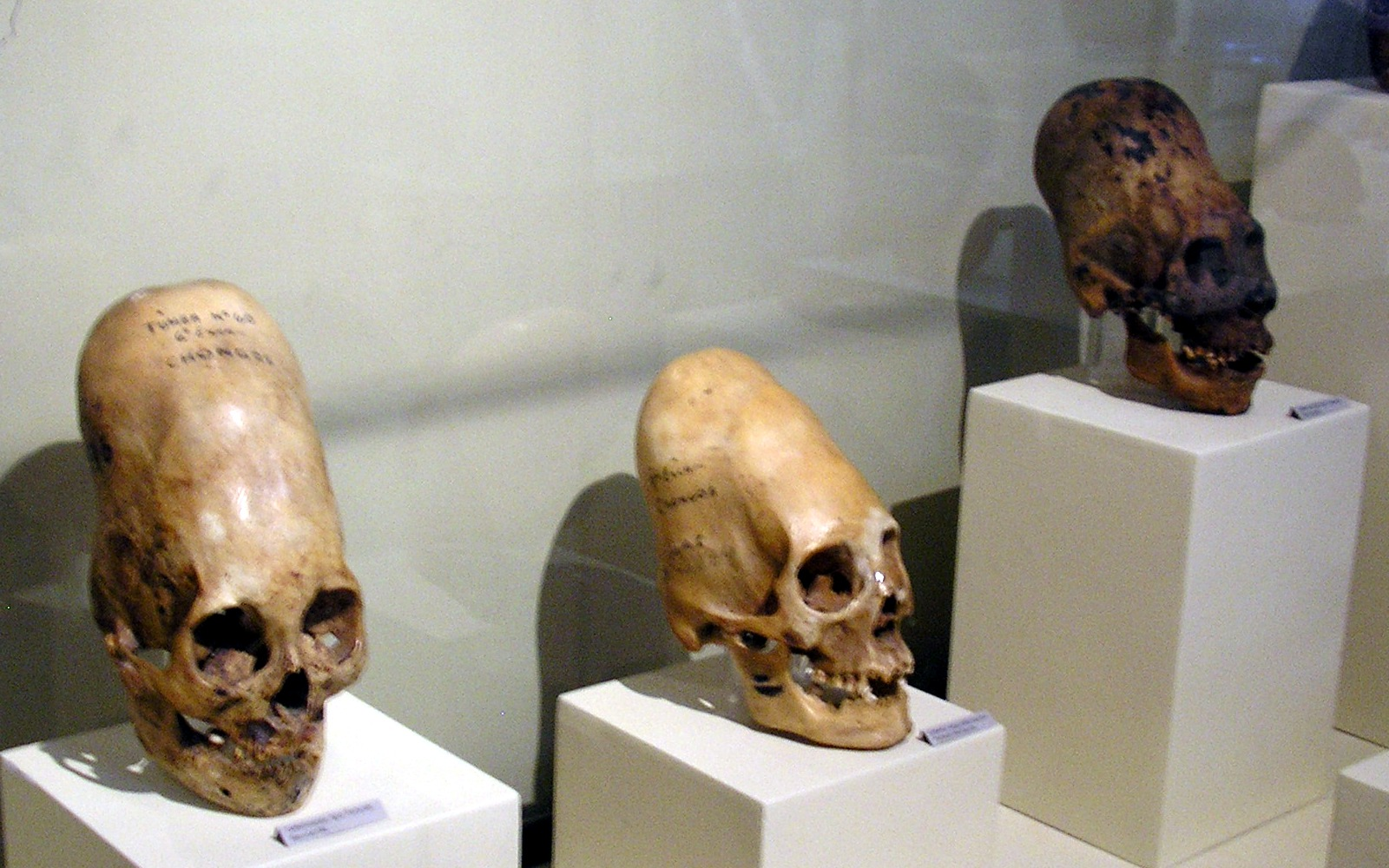
Schedels van de Paracascultuur

De Paracascultuur was een archeologische cultuur die vanaf 800 v.Chr. tot 200 n.Chr. bestaan heeft in het huidige Peru.
Ze kende twee grote cultuurperiodes: de cavernasperiode (500-100 v.Chr.) en de necropolisperiode (200 v.Chr.-200 n.Chr.). Ze waren heel vaardig in het weven (linnen en katoen) en ook in het vervaardigen van keramiek. Ze verrichtten ook een vervorming van de schedel (in de hoogte) met een esthetisch doel en voerden rituele schedeloperaties uit.
De cavernasperiode wordt zo genoemd omdat de doden in spelonken werden teruggevonden. Ze werden met al hun huishouding en hun bezittingen in geborduurde of beschilderde mantels gewikkeld. Ze werden tot conische balen gewikkeld en in flesvormige schachtgraven gezet.
De necropolisperiode werd gekenmerkt door de begraving van doden onder de huizen. De necropolis waarnaar deze periode wordt genoemd was een grote necropool aan de kust van Paracas, met een grote hoeveelheid grote ondergrondse begraafkamers waarin wel veertig mummies konden. Deze mummies werden met een koord bijeengehouden en vervolgens gewikkeld in enorm complexe, sierlijke en fijn geweven stoffen die beschouwd worden als de fijnste textielen van precolumbiaanse Andesbeschavingen. Men veronderstelt dat één zo'n grote onderaardse grafkamer tot een specifieke familie of clan behoorde. Omdat ze in de dalen van Nazca gevestigd was, wordt de Paracascultuur als voorloper van de Nazcacultuur genoemd waarin ze vermoedelijk ook opging.

## Verder lezen
- Civilisation Paracas
- Verschillende auteurs, art. Civilisation de Paracas, in es.Wikipedia.org (2004-2006).